# Mese Szaltán cárról
A Mese Szaltán cárról Nyikolaj Andrejevics Rimszkij-Korszakov Alekszandr Szergejevics Puskin elbeszélése nyomán írt négyfelvonásos operája. A zeneszerző művét Puskin születésének századik évfordulója alkalmából komponálta. A darab ősbemutatója 1900. november 3-án volt Moszkvában. Minden felvonást trombitaszó vezet be, ez a hősi–mesei intonáció kifejezése. A zeneszerzőnek talán ebben az operájában sikerült a Szadko után a leginkább megragadnia az egzotikumot anélkül, hogy a szalonzene felé sodródott volna el. A mű híres részlete a dongó zene a harmadik felvonásból. Ez a zenekari részlet gyakran felcsendül filmekben, reklámokban, illetve klasszikus zenei CD válogatásokon.

## Az opera szereplői
| Szereplő                 | Hangfekvés |
| ------------------------ | ---------- |
| A hattyú cárleány        | szoprán    |
| Militrisza cárnő         | szoprán    |
| Povariha, a nővére       | szoprán    |
| Tkacsiha, a másik nővére | szoprán    |
| Babarika, a nénikéjük    | alt        |
| Gvidon cárevics          | tenor      |
| Szaltán cár              | basszus    |

## Az opera cselekménye

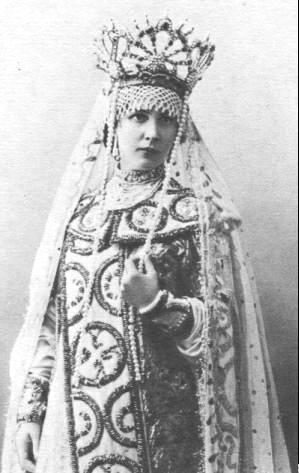
Jelena Cvetkova Militrisza szerepében (Moszkva, 1900)

### Prológus
Szaltán cár házasodni készül. Kihallgatja a három nővér, Militrisza, Povariha és Tkacsiha beszélgetését, akik arról ábrándoznak, hogy mit tennének, ha egy cár feleségül venné őket. A legidősebb nagy vendégséget csapna, a középső a kincstár feltöltésére gondolna először, a legfiatalabb pedig fiú utódot szülne urának. A cár a legkisebbet, vagyis Militriszát választja feleségül. Nővérei szakácsként és kézimunkásként követik őt a cári udvarba. Velük tart nénikéjük, Barbarika is.

### I. felvonás
Militrisza altatódallal ringatja álomba kisfiát, Szaltán cár nincs a palotában. Alig telt el egy hónap az esküvő után, és máris hadba vonult. A kis cárevics is távollétében született, így Militrisza levélben értesítette urát az örömhírről. Barbarika azonban meghamisította a levél tartalmát, ezért Szaltán cár azt üzeni haza, hogy feleségét és gyermekét egy hordóban vessék a tengerbe. Az udvar és a nép felháborodik uralkodójuk parancsán, nem tudják mire vélni akaratát, de a cárnő hajlandó alávetni magát ura kérésének. Miután elmond egy imát, önként bemászik egy hordóba gyermekével, amit lezárnak és a tengerbe vetnek.

### II. felvonás
A hordó sértetlenül egy szigetre vetődött, a cárné és gyermeke éhezik és szomjazik. Észrevesznek egy hattyút, akit egy rablómadár üldöz a levegőben. A cárevics lelövi a ragadozót, s a hattyú ezután egy lánnyá változik. Azonban nem tarthatja meg sokáig emberi alakját: a varázs, ami rajta van, hamarosan visszaváltoztatja hattyúvá. Gidon felesküszik a lány bajnokának, majd anyjával nyugovóra tér a tengerparton. Mikor reggel felébrednek, egy káprázatos város látképe tárul a szemük elé. A városlakók harangzúgás kíséretében kijönnek Gidon elé és fejedelmükké választják.

### III. felvonás
1. kép: Gidon nagy fejedelem lett, de hiányzik neki az apja. Hívására ismét megjelenik a hattyú hercegnő, aki dongóvá változtatja a cárevicset, aki így el tud repülni apja birodalmába.
2. kép: Szaltán cár a trónján ül, körülötte a két nővér és Barbarika. Egy hajó fut be a kikötőbe, és megérkezik dongó alakjában maga a cárevics is. A hajó legénysége egy csodálatos városról számol be az uralkodónak, ami a fövenyen nőtt, és annak uralkodójáról, Gidon hercegről. A cár azonnal útra akar kelni, hogy megismerje a csodás várost, de a két nővér és nagynénjük visszatartja. Ekkor azonban megmarja őket egy dongó, és a nők megnémulnak. A dongót nem tudják elkapni. Immár nincs senki, aki ellenkezne a cárral, így Szaltán elrendeli az utazást.

### IV. felvonás
Gidon feleségül veszi a hattyú hercegnőt, a kiről kiderült, hogy egy cár leánya. A cárt és kíséretét Gidon fényes fogadtatásban részesíti, amikor megérkeznek birodalmába. Szaltán bemutatkozik a fejedelemnek, és elmeséli neki szerencsétlen életét. Gidon ekkor döbben rá, hogy saját apja áll előtte. Amikor a cárné is megjelenik, ő is rögtön felismeri férjét. Leleplezik a gonosztevőket, akiknek a cár azonban végül megbocsát.